# Nhà ga Warszawa Wileńska
Warsaw Wileńska (tiếng Ba Lan: Warszawa Wileńska) là một ga đường sắt quan trọng ở Warsaw, Ba Lan. Tọa lạc tại quận phía đông của Praga-Północ, nó được xây dựng vào thế kỷ 19 như tây và là  ga cuối của tuyến đường sắt Nga Warsaw - Saint Petersburg. Hiện tại, nó phục vụ chủ yếu các chuyến tàu địa phương và ngoại ô do Koleje Mazowieckie điều hành.

## Lịch sử

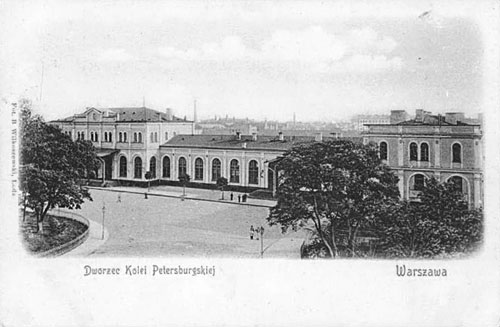
Nhà ga đường sắt Saint Petersburg vào thế kỷ 19

Nhà ga xe lửa Petersburg (tiếng Ba Lan: Dworzec Petersburski) được xây dựng vào năm 1863 như là điểm cuối cùng của tuyến đường sắt mới nối Warsaw với Vilnius và St. Petersburg. Tòa nhà được thiết kế bởi Narcyz Zborzewski. Khi tuyền đường sắt này sử dụng tiêu chuẩn của Nga trong khi một tuyến đường sắt lớn khác hoạt động tại Warsaw vào thời điểm đó (cụ thể là đường sắt Warsaw Warsaw Vienna) sử dụng thước đo tiêu chuẩn đương sắt, hai tuyến đường này không thể được kết nối. Để cho phép hành khách đi từ Vienna đến St. Petersburg dễ dàng truy cập vào cả hai nhà ga, một tuyến xe điện kéo ngựa đã được mở ngay sau khi tuyến đường sắt hoàn thành, do đó khai sinh ra mạng lưới xe điện của Warsaw. Nhà ga xe lửa ban đầu đã bị nổ tung khi rút quân đội Nga vào năm 1915 trong Thế chiến thứ nhất.
Sau khi kết thúc chiến sự và Chiến tranh Ba Lan-Bolshevik,các phần của Đường sắt Warsaw Saint Saint giữa Warsaw và Vilna đã được chuyển đổi thành tiêu chuẩn trong khi lưu lượng hành khách giữa Warsaw và Leningrad sau đó thực sự chấm dứt. Do đó, tên của trạm đã được đổi thành tên đang được sử dụng hiện tại. Vị trí ban đầu bị chiếm giữ bởi nhà ga xe lửa thế kỷ 19 đã bị phá hủy trong chiến tranh đã bị chiếm giữ bởi trụ sở tòa nhà văn phòng mới của Đường sắt quốc gia Ba Lan, được xây dựng từ năm 1927 đến 1928. Đồng thời, một trạm Warszawa Wileńska tạm thời mới được xây dựng trên đường phố, hơi ở phía nam từ vị trí ban đầu. 

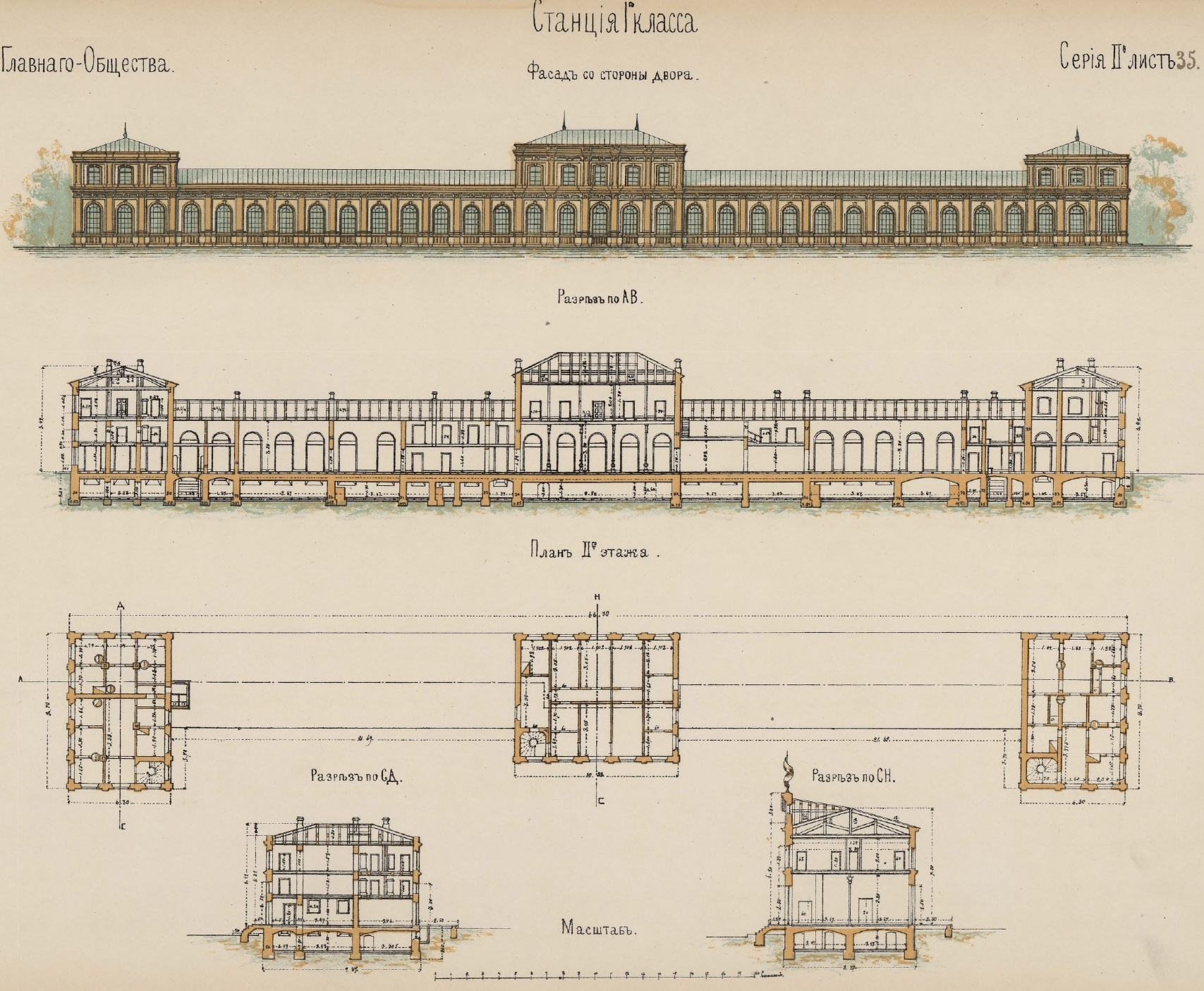
Ga Warsaw

Tòa nhà tạm thời mới tồn tại trong Thế chiến II khi nó bị dỡ bỏ trong khi các kho đường sắt cũ được chuyển đổi thành một tòa nhà ga. Tòa nhà này cũng chỉ là tạm thời, nhưng vẫn tồn tại trong vai trò của nó cho đến năm 2000, khi một nhà ga mới được xây dựng lên. Tầng trệt có một nhà ga xe lửa ngoại ô hiện đang được vận hành bởi Koleje Mazowieckie, trong khi tầng trên có một trung tâm mua sắm. Tòa nhà được hoàn thành vào năm 2002. Việc xây dựng một ga tàu điện ngầm Warsaw 2, Dworzec Wileński đã hoàn thành vào tháng 3/2015.